# Список серій мультсеріалу «Русалонька»
Телевізійний мультсеріал, створений компанією Волта Діснея і є приквелом повнометражного однойменного мультфільму.

## Серії
| Сезонів | Епізодів | Початок Показу (Дати США) | Початок Показу (Дати США) |
| Сезонів | Епізодів | Перший Показ              | Останній Показ            |
| ------- | -------- | ------------------------- | ------------------------- |
| 1       | 14       | 11 вересня 1992           | 5 грудня 1992             |
| 2       | 9        | 18 вересня 1993           | 11 грудня 1993            |
| 3       | 8        | 17 вересня 1994           | 26 листопада 1994         |

## 1 сезон
| № | #  | Назва                                         | Режисер                        | Сценарист                                        | Перший ефір у США |
| --- | -- | --------------------------------------------- | ------------------------------ | ------------------------------------------------ | ----------------- |
| 1 | 1  | «Whale of a Tale» «Казка про Кита»            | Джеймі Мітчелл                 | Пітер Бігль                                      | 11 вересня 1992   |
| Аріель потоваришувала з косаткою, який був відділений від своєї сім'ї через браконьєрів. |    |                                               |                                |                                                  |                   |
| 2 | 2  | «The Great Sebastian» «Великий Себастьян»     | Джеймі Мітчелл та Мірча Мантта | Джеймі Мітчелл та Мірча Мантта                   | 12 вересня 1992   |
| Себастьян говорить Тритону, що він здатний укласти договір з Акуляндійцями (раса акул), але він скам'янів через них і Аріель з Флаундером допомагають йому зробити все як треба. |    |                                               |                                |                                                  |                   |
| 3 | 3  | «Stormy» «Штормі»                             | Джеймі Мітчелл та Мірча Мантта | Петсі Камерон та Тедд Анасті                     | 19 вересня 1992   |
| Ariel катається на дикому конику на ім'я Штормі проти волі батька і губиться у безодні океану. |    |                                               |                                |                                                  |                   |
| 4 | 4  | «Urchin» «Ерчін»                              | Джеймі Мітчелл та Мірча Мантта | Петсі Камерон та Тедд Анасті                     | 26 вересня 1992   |
| Аріель подружилась з осиротілим русалом, який колись потрапив до підводного гангстера «Рака Ледака». |    |                                               |                                |                                                  |                   |
| 5 | 5  | «Double Bubble» «Вода з бульбашками»          | Джеймі Мітчелл та Мірча Мантта | Марі Сагер & Ларейн Арка & Девід Шварц           | 3 жовтня 1992     |
| Аріель няньчить двох бешкетних близнят-русалченять. Усе ускладнюється тоді коли, Рак Ледак, викрадає близнюків, аби отримати намисто з перлів їхньої матері. |    |                                               |                                |                                                  |                   |
| 6 | 6  | «Message in a Bottle» «Послання у пляшці»     | Джеймі Мітчелл                 | Лінн Лефлер                                      | 10 жовтня 1992    |
| Аріель подружилась з Саймоном, самотнім морським драконом після того, як, вона, Себастьян і Флаундер відкрили його послання, котре він колись послав у пляшці. |    |                                               |                                |                                                  |                   |
| 7 | 7  | «Charmed» «Зачарована»                        | Джеймі Мітчелл                 | Джеймс А. Маркович і Петсі Камерон & Тедд Анасті | 17 жовтня 1992    |
| Аріель надягає браслет. Боячись того, як її батько буде реагувати на людську річ, коли він бачить, що вона носить людську річ, вона тікає з дому, аби знайти ключ від замкової щілини браслета. Однак, в той момент, коли вона знаходить його, гігантський вир вловлює її в жахливу підводну печеру. |    |                                               |                                |                                                  |                   |
| 8 | 8  | «Marriage of Inconvenience» «Весілля не буде» | Джеймі Мітчелл                 | Кріс Вебер & Карен Віллсон                       | 24 жовтня 1992    |
| Аріель вважає, що її батько король Тритон уклав домовленість про шлюб зі снобом принцом-русалкою з іншого морського царства Олімпії на ім'я Ігор.Її друзі йдуть на всі шляхи, аби не допустити цього.                                                                                                |    |                                               |                                |                                                  |                   |
| 9 | 9  | «The Evil Manta» «Скат Шайтан»                | Джеймі Мітчелл                 | Тоні Маріно, Петсі Камерон та Тедд Анасті        | 31 жовтня 1992    |
| Аріель випадково вивільняє Злого ската, який намагається оволодвти Атлантикою за допомогою обману і брехні, аби звести мешканців королівства один проти одного. Для того, щоб зробити все ще гірше, він навіть намагається поставити Флаундера проти Аріель.                                         |    |                                               |                                |                                                  |                   |
| 10 | 10 | «Thingamajigger» «Придибенція»                | Джеймі Мітчелл                 | Чак Менвілль                                     | 7 листопада 1992  |
| Коли черевики пірата падають в море, Аріель, Себастьян і Флаундер спробували з'ясувати, що це таке, це привело їх до Рака-бандита і Злого Ската. |    |                                               |                                |                                                  |                   |
| 11 | 11 | «Red» «Рудик»                                 | Джеймі Мітчелл                 | Емілі Свасс                                      | 14 листопада 1992 |
| Чарівне заклинання перетворює короля Тритона в молодого і енергійного русала і Аріель повинна грати «матір» для нього. |    |                                               |                                |                                                  |                   |
| 12 | 12 | «Beached» «Самі вдома»                        | Джеймі Мітчелл                 | Аліція Марія Шудт                                | 21 листопада 1992 |
| До сімейної поїздки на карнавал уже скоро, Аріель і Аріста потрапити в бійку і їх посадили під домашній арешт; Себастьян мав залишитись і дивитись за ними. Два алігатори намагаються вкрасти королівський скарб. І дівчатам потрібно знайти спільну мову, аби завадити їм.                          |    |                                               |                                |                                                  |                   |
| 13 | 13 | «Trident True» «Сила Тризуба»                 | Джеймі Мітчелл                 | Тоні Маріно                                      | 28 листопада 1992 |
| Аріель шукає досконалий подарунок до Дня Батька, аби подарувати королю Тритону, але це призводить її і Ерчіна до нещастя, коли гігантський восьминіг підстерігає їх в печері, змушуючи Ерчіна вкрасти тризуб, аби він їх відпустив.                                                                  |    |                                               |                                |                                                  |                   |
| 14 | 14 | «Eel-Ectric City» «Електро місто»             | Джеймі Мітчелл                 | Чак Менвілль                                     | 5 грудня 1992     |
| Pearl, русалка, хто здобуде вечірки, бере Аріель і її шостий старшу сестру, Алану, на вугор Ectric Сіті замість до її дому, в той час як Себастьян і камбалі слідувати. Зрештою, Ariel і Alana будуть викинуті на берег. Це другий раз, Аріель отримувати мілини.                                    |    |                                               |                                |                                                  |                   |

## 2 сезон
}}

| № | # | Назва                                                   | Режисер        | Сценарист                    | Перший ефір у США |
| --- | - | ------------------------------------------------------- | -------------- | ---------------------------- | ----------------- |
| 15 | 1 | «Resigned to It» «Себастьян іде у відставку»            | Джеймі Мітчелл | Петсі Камерон та Тедд Анасті | 18 вересня 1993   |
| Себастьян завершує свою роботу як королівського радника і довіреної особи короля Тритона і намагається зробити нове життя для себе. У той же час, Страшна небезпека повертається і загрожує знищити всю Атлантику.                                                                         |   |                                                         |                |                              |                   |
| 16 | 2 | «Calliope Dreams» «Музика для душі»                     | Джеймі Мітчелл | Петсі Камерон та Тедд Анасті | 25 вересня 1993   |
| Король Тритон хоче, аби Аріель навчилась грати на Калліопі: інструменті, схожому на орган. Однак вона замість цього хоче грати на арфі, яку вона знайшла. Музика з Калліопи пробуджує Морських циклопів. Це примушує Аріель і її друзів знайти спосіб, аби змусити циклопів знову заснути. |   |                                                         |                |                              |                   |
| 17 | 3 | «Save the Whale!» «Найкращий номер!»                    | Джеймі Мітчелл | Дев Росс & Ларейн Арков      | 2 жовтня 1993     |
| Спот, косатка з пілотної серії, повертається. Він і Себастьян захоплені божевільним власник цирку, і Аріель повинна врятувати їх. |   |                                                         |                |                              |                   |
| 18 | 4 | «Against the Tide» «Проти течії»                        | Джеймі Мітчелл | Петсі Камерон та Тедд Анасті | 9 жовтня 1993     |
| Аріель рятує істоту на ім'я Лакі, з поганою вдачею, поставивши всю Атлантику на паніку. |   |                                                         |                |                              |                   |
| 19 | 5 | «Giggles» «Смішки»                                      | Джеймі Мітчелл | Петсі Камерон та Тедд Анасті | 16 жовтня 1993    |
| Магічні заклинання сварливого чаклуна Блоуфіш заподіюють Аріель лиха, вона створює землетрус, коли починає сміятись, а Флаундер і Себастьян перетворюються в акулу, кита вбивцю, гігантського кальмара, горбатого кита.                                                                    |   |                                                         |                |                              |                   |
| 20 | 6 | «Wish Upon a Starfish» «Зоряні мрії»                    | Джеймі Мітчелл | Петсі Камерон та Тедд Анасті | 23 жовтня 1993    |
| Велика хвиля викидує скриньку з балериною під час грози, і Аріель, Флаундер, і Себастьян намагаються отримати її, але вона не досяжна. Аріель дружить з глухою русалкою на ім'я Габріела, і вони вирішили знайти магічну зірку, аби їх мрії збулись.                                       |   |                                                         |                |                              |                   |
| 21 | 7 | «Tail of Two Crabs» «Який краб кращий?»                 | Джеймі Мітчелл | Петсі Камерон та Тедд Анасті | 30 жовтня 1993    |
| Себастьян відчуває загрозу з боку Зевса, старого заклятого суперника, який краще за нього в усьому, в той час як Урсула працює за планом, аби перетворити Тритона, Аріель, і інших в морі на поліпів за допомогою чарівного каменю.                                                        |   |                                                         |                |                              |                   |
| 22 | 8 | «Metal Fish» «Металева риба»                            | Джеймі Мітчелл | Петсі Камерон та Тедд Анасті | 6 листопада 1993  |
| У людини дослідника відомого, як автора оригінальної історії Русалоньки-Ганса Крістіана Андерсена, пливе на примітивному підводному човні для вивчення підводного царства, і перетинає шлях з Аріель, коли його підводний човен пошкоджений і починає текти.                               |   |                                                         |                |                              |                   |
| 23 | 9 | «T'ank You for Dat, Ariel!» «Дякую, тобі за це Аріель!» | Джеймі Мітчелл | Петсі Камерон та Тедд Анасті | 11 грудня 1993    |
| Аріель знаходить вхід до чарівної печери, щоб стати морською відьмою і використовує її придбані магічні здібності, аби зробити Себастьяна великим крабом. На жаль, вона не зовсім конкретно уточнила про розмір...                                                                         |   |                                                         |                |                              |                   |

## 3 сезон
}}

| № | # | Назва                                      | Режисер        | Сценарист   | Перший ефір у США |
| --- | - | ------------------------------------------ | -------------- | ----------- | ----------------- |
| 24 | 1 | «Scuttle» «Скатл»                          | TBA            | TBA         | 17 вересня 1994   |
| Аріель вперше зустрічає Скатла і з його допомогою йде, аби врятувати Себастьян з банди піратів. |   |                                            |                |             |                   |
| 25 | 2 | «King Crab» «Король Краб»                  | TBA            | TBA         | 24 вересня 1994   |
| Себастьян дізнається, що його батьки приходять до нього в гості, тому він повинен спробувати створити величезну схему, аби зробити вигляд, що він є королем Атлантики, як він писав у своїх листах до них.                           |   |                                            |                |             |                   |
| 26 | 3 | «Island of Fear» «Острів Страху»           | TBA            | TBA         | 1 жовтня 1994     |
| Божевільний вчений захоплює Себастьяна і намагається використовувати його для зловісних експериментів, в той час як Аріель, Флаундер і Скатл намагаються його урятувати його.                                                        |   |                                            |                |             |                   |
| 27 | 4 | «Land of the Dinosaurs» «Земля Динозаврів» | TBA            | TBA         | 8 жовтня 1994     |
| Під час поїздки на Північний полюс, Аріель знаходить заморожених динозаврів і відтаює їх з допомогою тризуба батька. Якимось чином вони опинились водними і викликали хаос, перш ніж король Тритон робить притулок для них на землі. |   |                                            |                |             |                   |
| 28 | 5 | «Heroes» «Герої»                           | TBA            | TBA         | 15 жовтня 1994    |
| Аполлон, великий Атлантичний герой, приходить в гості, і Аріель хоче піти на авантюру з ним, тільки аби дізнатись, хто він насправді є.                                                                                              |   |                                            |                |             |                   |
| 29 | 6 | «The Beast Within» «Звір всередині»        | TBA            | TBA         | 22 жовтня 1994    |
| Флаундера вкусили злі риби і він починає перетворюватися на одного з них. |   |                                            |                |             |                   |
| 30 | 7 | «Ariel's Treasures» «Скарби Аріель»        | Джеймі Мітчелл | Емілі Двасс | 29 жовтня 1994    |
| Габріела повертається, аби відвідати Аріель, вона показує їй всю свою нову колекцію людських речей. Однак, заклинання Урсули змушує її скарби божеволіти і вони починають атакувати невинних риб і русалок.                          |   |                                            |                |             |                   |
| 31 | 8 | «A Little Evil» «Маленьке зло»             | TBA            | TBA         | 26 листопада 1994 |
| Злий Скат повертається з сином, яким він хоче зробити таким же злим. На жаль, його син цього не хоче він хоче стати нормальним. |   |                                            |                |             |                   |